# Lethrus arnoldii
Lethrus arnoldii är en skalbaggsart som beskrevs av Nikolajev 1987. Lethrus arnoldii ingår i släktet Lethrus och familjen tordyvlar. Inga underarter finns listade i Catalogue of Life.